# Татарско-Янтыкское сельское поселение
Татарско-Янтыкское се́льское поселе́ние — муниципальное образование в Лаишевском районе Татарстана Российской Федерации.
Административный центр — село Татарский Янтык.

## История
Создан в 1918 году как Татарско-Янтыкский сельсовет в составе Чирповской волости Лаишевского уезда Казанской губернии. С 1920 года в той же волости Лаишевского кантона Татарской АССР. С 1927 года в Лаишевском районе.
Статус и границы сельского поселения установлены Законом Республики Татарстан от 31 января 2005 года № 28-ЗРТ «Об установлении границ территорий и статусе муниципального образования "Лаишевский муниципальный район" и муниципальных образований в его составе».

## Население
| 2010 | 2011 | 2012 | 2013 | 2014 | 2015 | 2016 |
| ---- | ---- | ---- | ---- | ---- | ---- | ---- |
| 366  | ↗367 | ↘353 | ↗354 | ↘329 | ↘313 | ↗314 |
| 2017 | 2018 |      |      |      |      |      |
| ↘304 | ↗310 |      |      |      |      |      |

## Состав сельского поселения
| № | Населённый пункт | Тип населённого пункта       | Население |
| - | ---------------- | ---------------------------- | --------- |
| 1 | Татарский Янтык  | село, административный центр | ↘304      |